# Puyvalador
Puyvalador en francés y oficialmente, Puigbalador en catalán, es una localidad  y comuna francesa, situada en el departamento de Pirineos Orientales en la región de Languedoc-Rosellón y comarca histórica del Capcir. La localidad de Riudetort se encuentra así mismo en la comuna. 
A sus habitantes se les conoce por el gentilicio de puyvaladorois en francés o puigbaladonenc, puigbaladonenca en catalán.

## Demografía
| 43 | 62 | 63 | 108 | 82 | 101 |
| Para los censos de 1962 a 1999 la población legal corresponde a la población sin duplicidades (Fuente: INSEE [Consultar]) |    |    |     |    |     |

## Lugares de interés
- Estación de esquí situada al oeste de la comuna, entre 1700 y 2350 m s. n. m.